# Annika – en kärlekshistoria
Annika – en kärlekshistoria är en svensk dramaserie i tre delar från 1984, regisserad av Colin Nutley. I huvudrollen som Annika ses Christina Rignér.

## Rollista
- Christina Rignér – Annika Sellberg
- Jesse Birdsall – Pete Daniels
- Ann-Charlotte Stålhammar – Pia
- Vas Blackwood	– Alan
- Birger Österberg – Per
- Anders Bongenhielm – Torbjörn
- Marc Drury – Bill, bartender
- Jean Rimmer – Petes mamma
- Don Henderson	– Petes pappa
- Lia Williams – Karen
- Leslie Schofield – Charlie
- Kjell Bergqvist – Kjell
- Lena Strömdahl – Kristina, Annikas mamma
- Christer Boustedt	– Erik, Annikas pappa
- David Neal – Gordon Rissel
- Gösta Engström – Kjells kompis
- Elisabeth Gillberg – språklärare
- Thorsten Flinck – språkkurselev
- Ami Rolder – arbetsförmedlaren
- Svea Holst-Widén – farmor
- Sten Johan Hedman	– farbror Uno
- Mimmo Wåhlander – faster Kerstin
- Karin Miller
- Irma Schultz
- The Waltons – popbandet

## Om serien
Serien producerades av Sven-Gösta Holst för Baltic Production och Sveriges Television AB TV2. Den sändes första gången mellan den 29 augusti och 12 september 1984 i TV2.